# She Wolf
She Wolf je první singl z třetího anglického alba kolumbijské zpěvačky Shakiry
 Byl napsán a vyroben Johnem Hillem a Shakirou. She Wolf má také španělskou verzi „Loba“, která byla použita na podporu prodeje alba ve španělsky mluvících zemích.

## Videoklip
Hudební video režíroval Jake Nava, klip se natáčel ve dnech 9. až 12. června v Los Angeles a Kalifornii.

## Seznam písní a verze
Australský CD Singl 
1. "She Wolf" (Main Version) – 3:07
2. "She Wolf" (Moto Blanco Radio Edit) – 3:40
3. "She Wolf" (Moto Blanco Dub Mix) – 7:07

 Německý CD Singl 
1. "She Wolf" (Album Version) – 3:07
2. "Loba" (Album Version) – 3:07

Oficiální verze
1. "She Wolf" (Main Version) — 3:07
2. "She Wolf" (Moto Blanco Radio Edit) — 3:40
3. "She Wolf" (Moto Blanco Club Mix) — 7:08
4. "She Wolf" (Moto Blanco Dub Mix) — 7:07
5. "She Wolf" (Villains Remix) — 4:10
6. "She Wolf" (Villains Dub) — 4:06
7. "She Wolf" (Deeplick NightClub Mix) — 7:04
8. "She Wolf" (Deeplick Radio Edit) — 3:26
9. "She Wolf" (Calvin Harris Remix) — 4:47
10. "She Wolf" (Calvin Harris Radio Edit) — 3:52
11. "Loba" (Main Version) — 3:07
12. "Loba" (Poncho Club Mix) — 3:56
13. "Loba" (Poncho Radio Mix) — 3:41
14. "Loba" (Deep Mariano Club Mix) — 5:06
15. "Loba" (Deep Mariano Radio Mix) — 4:34

## Úspěšné umístění ve světě
Píseň "Loba" se poprvé objevila na 23. místě žebříčku Billboard Hot latin songs, předchůdce "Loba" byla píseň "Te Lo Agradezco, Pero No" (Duet s Alejandro Sanz). Nejvýše se umístila na 6. místě.
Zatímco v USA se "She Wolf" umístila na 11. místě, v Británii už skladba poskočila na pětku a to na CD vychází až 21. září 2009. Pro kolumbijskou star je to šestý britský Top 10 hit. Ve stejném týdnu, píseň debutovala v Irsku, umístěním na #4. místě.

### Chart
| Hitparáda (2009)                   | Umístění |
| ---------------------------------- | -------- |
| Australian ARIA Singles Chart      | 18       |
| Belgian Flemmish Ultratop 50       | 20       |
| Belgian Wallonie Ultratop 40       | 8        |
| Canadian Hot 100                   | 5        |
| Danish Singles Chart               | 28       |
| Dutch Top 40                       | 22       |
| Finnish Singles Chart              | 13       |
| French Digital Singles Chart       | 13       |
| Greek Digital Singles Chart        | 4        |
| Italian Singles Chart              | 1        |
| New Zealand RIANZ Singles Chart    | 39       |
| Russian Airplay Chart              | 45       |
| Spanish Singles Chart              | 3        |
| Swedish Singles Chart              | 17       |
| Turkey Top 20 Chart                | 1        |
| UK Singles Chart                   | 5        |
| U.S. Billboard Hot 100             | 11       |
| U.S. Billboard Pop Songs           | 1        |
| U.S. Billboard Latin Songs         | 1        |
| U.S. Billboard Latin Pop Songs     | 1        |
| U.S. Billboard Hot Dance Club Play | 16       |
| U.S. Billboard Digital Songs       | 7        |
| U.S. ARC Weekly Top 40             | 11       |

### Prodej a certifikace
| Hitparada     | Certifikace | Prodej/přeprava |
| ------------- | ----------- | --------------- |
| Španělsko     | Platina     | 40,000          |
| Spojené státy | Zláto       | 500,000         |

## Historie vydání
| Region             | Datum             | Format            |      |
| Loba               | Loba              | Loba              | Loba |
| ------------------ | ----------------- | ----------------- | ---- |
| Latinská Amerika   | 29. června 2009   | airplay           |      |
| Chile              | 6. červenec 2009  | digitální stažení |      |
| Španělsko          | 14. červenec 2009 | digitální stažení |      |
| She Wolf           |                   |                   |      |
| Chile              | 13. červenec 2009 | digitální stažení |      |
| Spojené státy      | 14. červenec 2009 | digitální stažení |      |
| Spojené státy      | 21. červenec 2009 | airplay           |      |
| Kanada             | 14. červenec 2009 |                   |      |
| Kanada             | 21. červenec 2009 | airplay           |      |
| Austrálie          | 14. červenec 2009 | digitální stažení |      |
| Austrálie          | 22. srpna 2009    | CD singl          |      |
| Spojené království | 14. září 2009     | digitální stažení |      |
| Spojené království | 21. září 2009     | CD single         |      |